# Fulminate

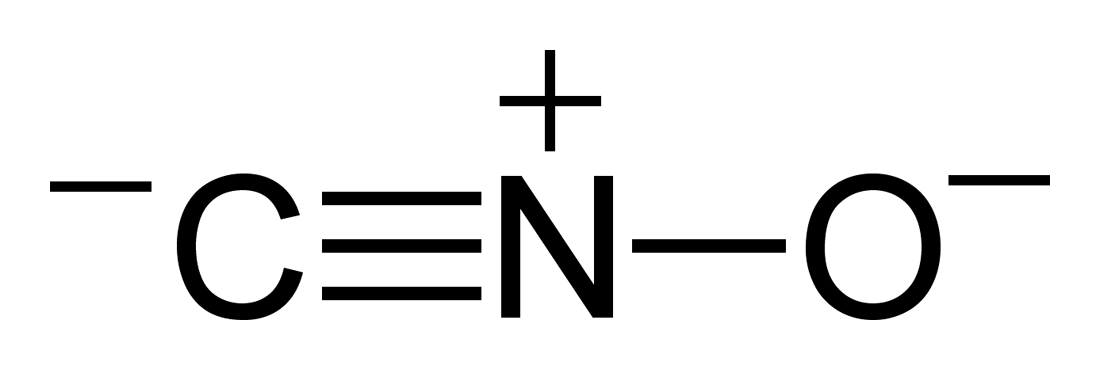
Formule structurale de l'ion fulminate (CNO^{−}).

Les fulminates (ou oxido-azaniumylidyne-méthane) sont les sels ou esters de l'acide fulminique (liquide volatil, toxique et explosif). Ce sont des oxyanions.
Les fulminates, préparés dès 1798[réf. nécessaire] pour leurs propriétés explosives, bien que plus stables que l'acide, explosent facilement lorsqu'ils sont chauffés ou subissent un choc.

## Risques et dangers
La synthèse, le transport, mais surtout la manipulation des fulminates sont dangereux (risques d'explosion, toxicité).